# Joseph Chambers (piłkarz)
Joseph Chambers (ur. 15 kwietnia 1976 na Wyspach Cooka) – piłkarz z Wysp Cooka, który przez całą swą karierę grał w Tupapa Rarotonga na pozycji pomocnika.
Karierę klubową Chambers rozpoczął w 1995 roku w Tupapa Rarotonga. Z tym klubem 5 razy zdobył mistrzostwo Wysp Cooka i 3 razy wygrał puchar Wysp Cooka. Po sezonie 2006/07 Chambers zdecydował się na zakończenie kariery klubowej.
W reprezentacji Wysp Cooka Chambers zadebiutował w 1996 roku. Karierę reprezentacyjną zakończył w 2004 roku. W tej reprezentacji podczas kariery rozegrał 12 meczów.